# ヤング・ポール
ヤング・ポール（1985年4月10日 - ）は、日本の映画監督。ヤングポールと中黒抜き表記の場合もある。

## 経歴
アメリカ人の父と日本人の母を持つ。日本大学芸術学部映画学科映像コース卒業。東京芸術大学大学院映像研究科映画専攻監督領域修了。東京芸術大学大学院修了制作『真夜中の羊』がフランクフルト映画祭、ハンブルク映画祭で上映され、その後イギリスのレインダンス国際映画祭が選定する「今注目すべき7人の日本人インデペンデント映画監督」のうちの一人に選ばれる。
TSUTAYA CREATORS’ PROGRAM 2016にて準グランプリを受賞した映画『ゴーストマスター』（2019年）が長編デビュー作となる。同作は、第37回ブリュッセル国際ファンタスティック映画祭Spamflix Asian Film部門および第52回シッチェス・カタロニア国際映画祭JAPAN MADNESS部門の正式出品作品、第40回ポルト国際映画祭ではOFFICIAL FANTASY部門にて最優秀作品賞を受賞。世界三大ファンタスティック映画祭全てに選出・出品。

## 監督作品

### 映画
- ゴーストマスター（2019年） - 2020 第40回 ポルト国際映画祭 最優秀作品賞、1st Be Afraid Horror Fest 特別審査員賞

### ショートムービー・中編映画
- 人の砂漠 鏡の調書編（2009年）
- 真夜中の羊（2010年） - 2011 フランクフルト映画祭 Nippon Connection、ハンブルク映画祭2012
- ムージック探偵 曲菊彦（2012年） - 2013 フランクフルト映画祭Nippon Connection
- BRAKEMODE（2014年） - 日韓共同製作映画、Hong Kong Puff Film Festival 2015
- 激突（2018年） - 2018 ゆうばり国際ファンタスティック映画祭、2018 GOSH! Film Festival
- 今日も片想い（2019年）
- 結婚できないひと（2019年） - 宣伝会議 オンライン動画コンテストBOVAグランプリ受賞作品

### テレビ・配信ドラマ
- スイッチガール!! 2（2013年、フジテレビ）
- SEVENTEEN KILLER（2013年、フジテレビYouTube公式チャンネル）
- バックハグ アフィリエイトがつなぐ恋（2014年、フジテレビNEXT smart）
- FLASHBACK（2014年、フジテレビ）
- それでも僕は君が好き（2015年、フジテレビ）
- ファイナルライフ -明日、君が消えても- 第5話・第6話（2017年、Amazon Prime Video）
- ショートショート木皿泉劇場 道草（2017年、NHK BSプレミアム）
- 天才てれびくんhello,  リモートドラマ「アレハ、ナンダ」（2020年、NHK）
- ゲキカラドウ 第5話・第8話・第9話（2021年、テレビ東京）
- インフルエンス 第2話（2021年、WOWOW）
- 鉄オタ道子、2万キロ 第3話・第8話・第10話・第11話（2022年、テレビ東京）
- 量産型リコ -もう1人のプラモ女子の人生組み立て記- 第２話・第４話・第７話・第８話（2023年、テレビ東京）
- ポケットに冒険をつめこんで　第１話・第２話・第６話・第７話・第１０話（2023年、テレビ東京）
- 量産型リコ -最後のプラモ女子の人生組み立て記-　第３話・第４話・第７話（2024年、テレビ東京）
- 連続ドラマＷ　I, KILL（2025年、WOWOW）

## メディア出演

### テレビドラマ
- 山田孝之のカンヌ映画祭（2017年、テレビ東京）

### 配信ドラマ
- あなたに聴かせたい歌があるんだ 第8話（2022年5月20日、Hulu） - 新郎 役

### CM
- 宝くじドラマCM『#彼と彼女と10億男』 episode 13「神木vsコージ」- 同僚 役